# Gerhard Merkl (Domkapellmeister)

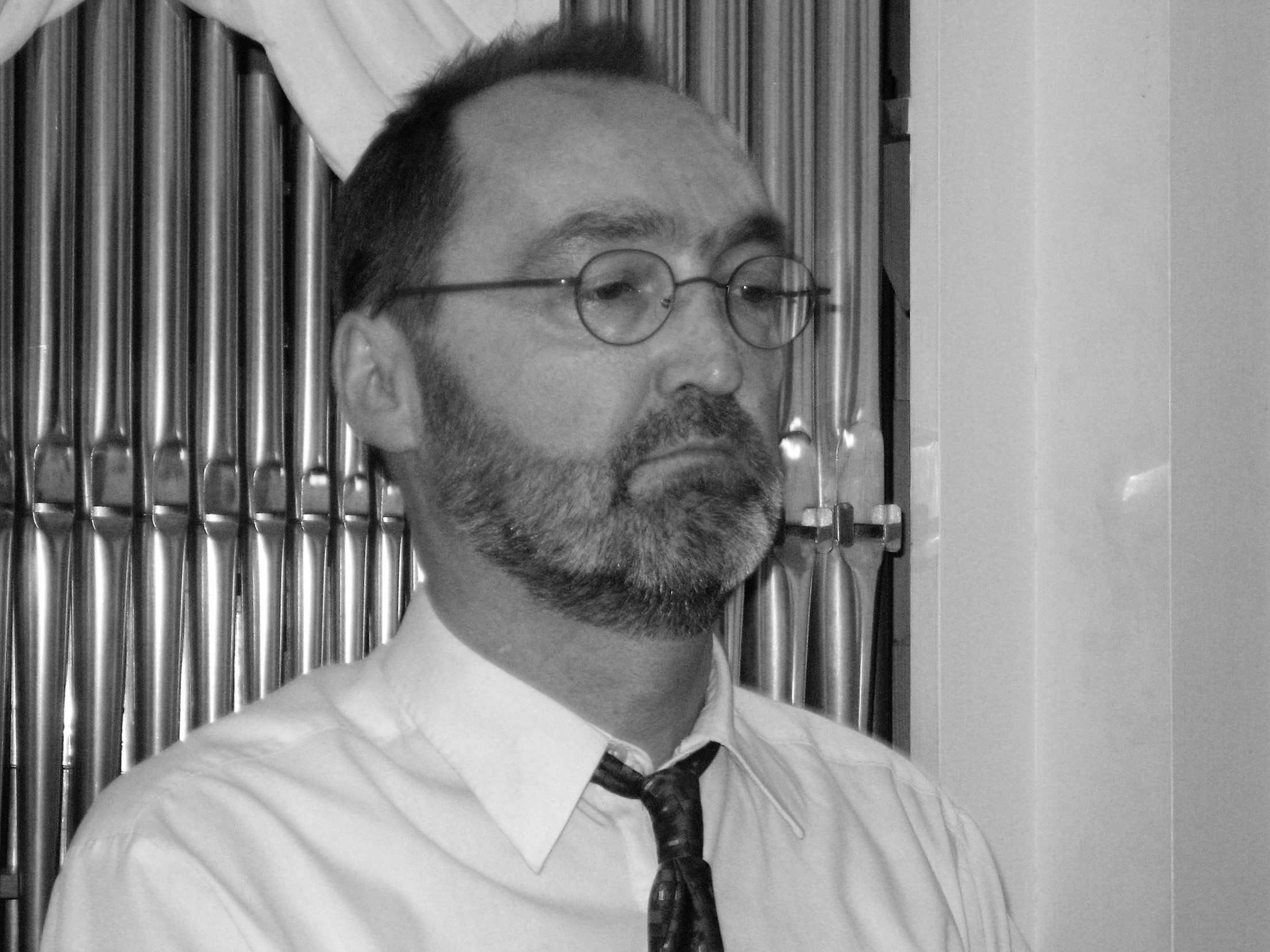
Gerhard Merkl

Gerhard Merkl (* 28. Februar 1961 in Wallerstein, Donau-Ries; † 23. Januar 2016 in München) war von 2000 bis zu seinem Tod Domkapellmeister am Dom St. Stephan in Passau.

## Leben und Wirken
Gerhard Merkl wurde im bayrisch-schwäbischen Wallerstein geboren und verbrachte seine Kindheit in Hochaltingen und in Lauingen. Seit frühester Kindheit widmete er sich der Musik und lernte Orgel und Violine. Nach dem Abitur am Albertus-Gymnasium studierte er von 1980 bis 1984 Katholische Kirchenmusik an der Musikhochschule München. Seine Orgellehrer waren Gerhard Weinberger und Harald Feller. Nach dem A-Examen studierte Merkl in der Hauptfachklasse im Fach Chordirigieren bei Fritz Schieri und schloss dieses Studium im Jahr 1986 mit der Note „Sehr gut“ ab. 
Als Chordirektor wirkte er von 1984 bis 1999 bei der Stadtpfarrei Zu den Heiligen Zwölf Aposteln in München-Laim. Neben dem Laimer Kammerchor und dem Laimer Kammerorchester, mit denen er durch Aufnahmen des Bayerischen Rundfunks überregionale Bekanntheit erlangte, gründete und leitete er verschiedene andere Chöre. Zudem lehrte er bei Meisterkursen und wirkte als Leiter von vielen Chorwochen der Werkgemeinschaft für Musik.
Im Jahr 2000 wurde Merkl zum Domkapellmeister am Passauer Dom St. Stephan ernannt. Hier gründete er die Domsingschule Passau, der er selbst als Leiter vorstand. Merkl war als Domkapellmeister vielfältig als Dirigent tätig, aber auch weiterhin als Solist an der Orgel aktiv. Außerdem war Merkl als Komponist (vor allem Chormusik) und Arrangeur in vielfältigster Weise engagiert. 
Merkl starb nach schwerer Krankheit im Alter von 54 Jahren in einer Klinik in München.

## Werke
Für den Passauer Domchor komponierte Merkl die „Passauer Pastoralmesse“, der er bekannte Weihnachtslieder als musikalische Motive zu Grunde legte. So klingt im Kyrie O du fröhliche, o du selige durch, im Gloria Stille Nacht, heilige Nacht und im Benedictus Zu Bethlehem geboren. Diese wurde auf der CD Transeamus usque ad Bethlehem – Festliche Chor und Orgelmusik zur Weihnachtszeit veröffentlicht.